# صموئيل غريني ويلر بنجامين
صموئيل غريني ويلر بنجامين هو صحفي وكاتب ودبلوماسي وسياسي أمريكي، ولد في 13 فبراير 1837، وتوفي في 19 يوليو 1914.